# Iglesia de la Asunción de Nuestra Señora y San Juan el Bautista
La iglesia de la Asunción de Nuestra Señora y San Juan el Bautista (en checo: chrám Nanebevzetí Panny Marie a sv. Jana Křtitele), a veces calificada de «catedral» debido a su magnificencia, es un templo católico situado en el barrio de Sedlec, a 1,5 kilómetros del centro de la ciudad de Kutná Hora, en la República Checa.
Fue fundada en 1280, por la orden cisterciense, como parte de un monasterio y se terminó cuarenta años más tarde, en 1320. Es el primer ejemplo de arquitectura gótica en Bohemia. Fue el mayor edificio religioso del país hasta la construcción de la catedral de San Vito, en Praga, que se prolongó de 1344 a 1929. Está en la lista del Patrimonio de la Humanidad de Unesco desde 1995, junto con el centro histórico de la ciudad y la Iglesia de Santa Bárbara.

## Historia
De 1142 data el primer monasterio cisterciense construido en este emplazamiento, junto con el templo dedicado a Santa María. Fue el primer monasterio cisterciense de Bohemia, edificado por monjes bávaros. Su destrucción por el fuego en el siglo XIII dio lugar a la construcción de un nuevo monasterio, del cual formaba parte esta Iglesia de la Asunción de Nuestra Señora y San Juan el Bautista. Para costear la construcción el monasterio obtuvo un permiso para excavar en las tierras de su propiedad en busca de plata, que se extraía en abundancia en la zona.
En 1421, el ejército husita atacó Sedlec, destruyó el monasterio y el templo resultó quemado. Permaneció en ruinas durante cerca de trescientos años. Se emprendieron algunas restauraciones entre 1700 y 1709 por Jan Blažej Santini-Aichel que la reconstruyó en estilo barroco, preservando las partes góticas que pudieron ser restauradas, lo que es mencionado en ocasiones como gótico barroco. Santini modificó la estructura original en tres ábsides añadiéndole dos más. Tras la reconstrucción fue santificada de nuevo en 1718.
En 1784 el monasterio fue cerrado por orden del emperador José II de Habsburgo. En 1806 el templo fue reabierto como parroquia.
Se emprendió una segunda restauración en 2001.

## Otros
Los gastos de mantenimiento del templo se distribuyen entre el gobierno checo (5,8%), el municipio (10,5%), donantes (76,8%), la Iglesia Católica (1,9%) y otros (5%).